# انگلس ۲۹۸۲۹
سیارک ۲۹۸۲۹ (به انگلیسی: 29829 Engels، نامگذاری:1999EK3)۲۹۸۲۹مین سیارک کشف شده‌است که در ۱۴ مارس ۱۹۹۹ کشف شد.